# Société générale des transports départementaux
La Société générale des transports départementaux (SGTD) est une ancienne société de transports française créée en 1919, filiale de la Société des transports automobiles.

## Historique
La SGTD a fusionné avec sa maison mère en 1971 pour devenir le groupe VIA-GTI. Ce groupe a, par la suite, fusionné avec la société Cariane pour devenir Keolis en 2001.
En 1930, la SGTD était la première société de transports de voyageurs par route en France avec 779 voitures en service.

## Anciens réseaux de transports exploités par la SGTD
(liste non exhaustive)
- Tramways d'Eure-et-Loir ;
- Courriers de l'Île-de-France ;
- Chemins de fer de la Banlieue de Reims ;
- Chemins de fer départementaux de la Côte-d'Or ;
- Tramways de l'Aude ;
- Transports du Loir-et-Cher ;
- Courriers catalans ;
- Transports départementaux de la Manche[3] ;
- Courriers de Seine-et-Oise[4] ;
- Compagnie des Transports urbains ;
- Compagnie Normande d'Autobus ;
- Courriers normands ;
- Courriers Beaucerons ;
- Courriers Bretons ;
- Courriers d'Auvergne

- Courrier de Provence et des Cévennes.